# EP u hokeju na travi za žene 2007.
Europsko prvenstvo u hokeju na travi za žene 2007. se održava u Engleskoj, u Manchesteru.
Održalo se u razdoblju od 18. do 26. kolovoza 2007., usporedno s muškim prvenstvom (utakmice se igraju naizmjence, jedan dan su ženski susreti, drugi dan su muški susreti, uz povremena poklapanja).

## Sudionice
Sudionice su Njemačka, Nizozemska, Španjolska, Engleska, Irska, Italija, Ukrajina, Azerbejdžan. 
Igralo se u dvije skupine.

U skupini "A" su Nizozemska, Engleska, Italija i Irska.

U skupini "B" su Njemačka, Ukrajina, Španjolska i Azerbejdžan.

## Natjecateljski sustav
Prvi dio natjecanja je jednostruki liga-sustav. Bodovanje je po idućem sustavu: za pobjedu se dobiva tri boda, za neriješeni susret jedan bod, a za poraz ništa.
U drugom krugu, u borbama za odličja, igra se na ispadanje. Prve dvije djevojčadi iz skupine idu u borbu za odličja. 
Sudionici u poluzavršnici se križaju po sustavu:

A1-B2

A2-B1

Pobjednici igraju za zlatno, a poraženi za brončano odličje.
U drugom krugu, treće i četvrte u skupini idu u skupinu za plasman od 5. do 8. mjesta, skupinu "C". Prenose se rezultati iz prvog kruga.

Posljednje dvije ispadaju u niži natjecateljski razred.

## Rezultati

### Krug po skupinama

#### Skupina "A"
- 1. kolo, 18. kolovoza

 Engleska -  Irska 3:0 (2:0) 

 Nizozemska -  Italija 9:1 (3:0) 
Vode Nizozemska i Engleska s po 3 boda, Irska i Italija bez bodova.
- 2. kolo, 20. kolovoza

 Engleska -  Italija 4:0 (2:0) 

 Nizozemska -  Irska 6:0 (5:0) 
Vode Nizozemska i Engleska s po 6 bodova, Italija i Irska bez bodova.

Nizozemska i Engleska su osigurale prolaz u poluzavršnicu, Italija i Irska idu u borbu za plasman od 5. – 8. mjesta.
- 3. kolo, 21. kolovoza

 Irska -  Italija 3:0 (1:0) 

 Nizozemska -  Engleska 1:0 (0:0) 
Nizozemska ima 9, Engleska 6, Irska 3, Italija bez bodova.
```
Mj.  Djevojčad  Ut Pb  N Pz Pr:Ps RP   Bod
1. 
 Nizozemska    3  3  0  0 16: 1 +15  
9

2. 
 Engleska      3  0  0  1  7: 1 + 6  
6

3. 
 Irska         3  1  0  2  3: 9 - 6  
3

4. 
 Italija       3  0  0  3  1:16 -15  
0
```

#### Skupina "B"
- 1. kolo, 18. kolovoza

 Španjolska -  Ukrajina 4:1 (2:1) 

 Njemačka -  Azerbejdžan 7:1 (4:0) 
Vode Španjolska i Njemačka s po 3 boda, Ukrajina i Azerbejdžan bez bodova.
- 2. kolo, 20. kolovoza

 Španjolska -  Azerbejdžan 2:2 (1:2) 

 Njemačka -  Ukrajina 7:0 (3:0) 
Povijesni uspjeh azerskog hokeja na travi. Relativno "novo ime" na europskoj hokejaškoj pozornici je diglo bodove aktualnim europskim prvakinjama, odnosno, ostale su neporažene.

Vodi Njemačka sa 6 bodova, Španjolska ima 4, Azerbejdžan 1, Ukrajina bez bodova.

Njemačka je osigurala prolazak u drugi krug. U igri za poluzavršnicu su Španjolska i Azerbejdžan. Španjolkama je dovoljan bod za prolazak dalje, poraz ih dovodi u opasnost da ispadnu iz borbe za odličja, u slučaju da Azerke pobijede velikom razlikom Ukrajinu i temeljem bolje razlike pogodaka prođu dalje. Azerbejdžanu samo pobjeda i španjolski poraz daje izgled za prolazak dalje. Uz to, Azerke moraju znatno popraviti svoju razliku pogodaka (stanje je -6), prema španjolskom +3. 
- 3. kolo, 21. kolovoza

 Azerbejdžan -  Ukrajina 3:1 (0:1) 

 Njemačka -  Španjolska 1:0 (1:0) 
Njemačka ima 9 bodova, Španjolska 6 (razlika +5), Azerbejdžan (razlika -4), Ukrajina bez bodova.
```
Mj.  Djevojčad  Ut Pb  N Pz Pr:Ps RP   Bod
1. 
 Njemačka      3  3  0  0 15: 1 +14  
9

2. 
 Španjolska    3  1  1  1  6: 4 + 2  
4

3. 
 Azerbejdžan   3  1  1  1  6:10 - 4  
4

4. 
 Ukrajina      3  0  0  3  2:14 -12  
0
```

### 2. krug

#### Skupina "C"
Liga za plasman od 5. – 8. mjesta. Rezultati iz prvog kruga se prenose. 

Irska i Azerbejdžan imaju 3 boda, Italija i Ukrajina su bez bodova.
- 1. kolo 23. kolovoza

 Irska -  Ukrajina 2:1 (2:1) 

 Azerbejdžan -  Italija 1:0 (0:0) 
Azerbejdžan i Irska imaju po 6 bodova, Ukrajina i Italija su bez bodova.

U međusobnom susretu, Azerke i Irkinje će odlučiti od 5. i 6. mjestu, a isto vrijedi i s Ukrajinkama i Talijankama, koje će međusobno odlučiti od 7. i 8. mjestu.
- 2. kolo 25. kolovoza

 Ukrajina -  Italija 0:1  (0:1) 

 Azerbejdžan -  Irska 2:1 (0:1) 

#### Za odličja
- poluzavršnica, 23. kolovoza:

 Nizozemska -  Španjolska 3:0 (1:0) 

 Njemačka -  Engleska 2:1 (0:1) 
- za brončano odličje:

 Engleska -  Španjolska 3:2 (0:2) 
- za zlatno odličje:

 Njemačka -  Nizozemska 2:0 (1:0) 
Europske prvakinje su igračice iz Njemačke.

## Konačni poredak
```
Mj. Djevojčad
1. 
 Njemačka
2. 
 Nizozemska
3. 
 Engleska
4. 
 Španjolska
5. 
 Azerbejdžan
6. 
 Irska
7. 
 Italija
8. 
 Ukrajina
```

Njemice su prvakinje i izravno su izborile sudjelovanje na OI; isto je s Nizozemkama i Englezicama. Italija i Ukrajina su ispale iz elitnog razreda, te će na idućem prvenstvu 2009. sudjelovati u razredu "Trophy".

## Vanjske poveznice
- Službene stranice europskog prvenstva